# Kołowrocie

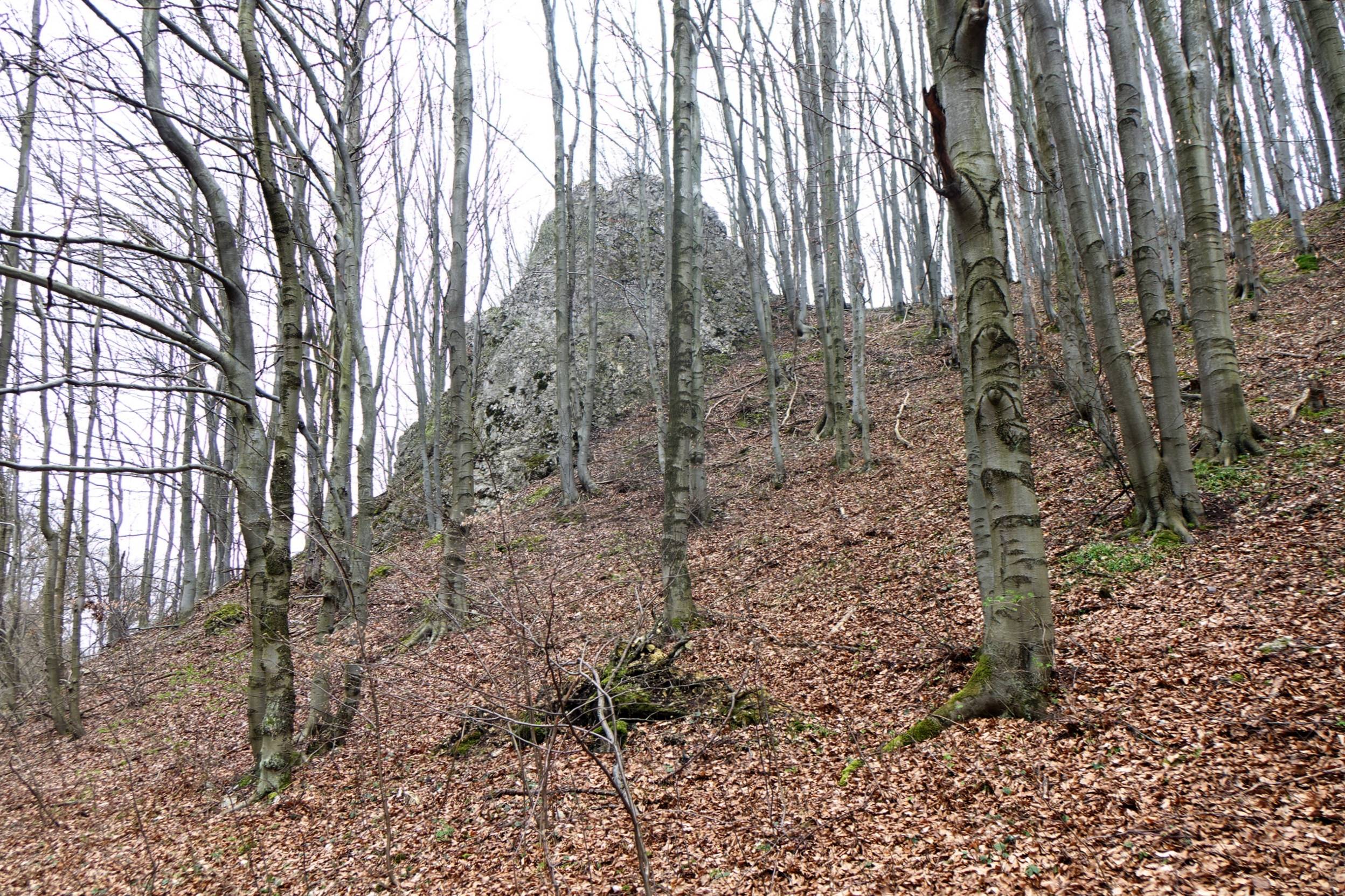

Kołowrocie – skała na Wyżynie Olkuskiej (część Wyżyny Krakowsko-Częstochowskiej), w miejscowości Sułoszowa w województwie małopolskim, w powiecie krakowskim, w gminie Sułoszowa. Skała znajduje się w lesie w dolnej części wąwozu Babie Doły, w orograficznie prawym jego zboczu, już w granicach Ojcowskiego Parku Narodowego (jego granica dochodzi w tym miejscu do dna wąwozu Babie Doły i park obejmuje jego prawe zbocze).
Dnem wąwozu Babie Doły, obok Kołowrocia, przebiega szlak rowerowy i skała jest z niego widoczna na stromym zboczu po wschodniej stronie drogi. Jak wszystkie skały w tej okolicy, Kołowrocie zbudowane jest z odpornych na wietrzenie wapieni skalistych. Znajduje się w nim Schronisko w Kołowrociu.